# Boisko (koszykówka)
Boisko – w koszykówce według zasad FIBA twarda, płaska powierzchnia o długości 28 metrów i szerokości 15 metrów, bez przeszkód. Boisko to przestrzeń na której grają zawodnicy, ograniczona liniami autu. Do boiska zalicza się także kosz. Linie boiska powinny mieć biały kolor i posiadać szerokość 5 cm.

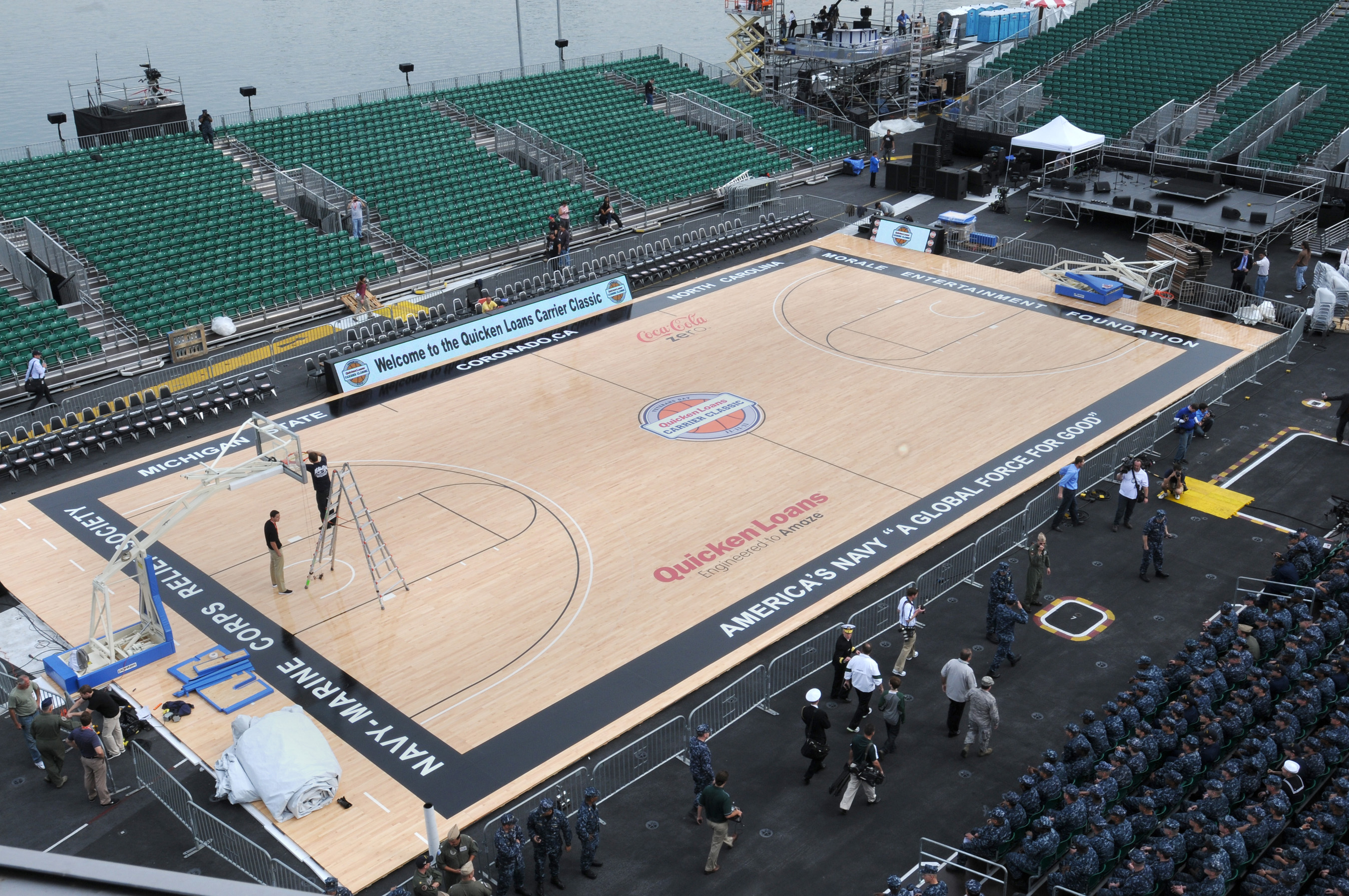
Typowe boisko do koszykówki ujęte w całości (widać, że jeden kosz jeszcze nie jest rozłożony)

## Wymiary boiska
|                                              | FIBA      | NBA             | WNBA      | NCAA           |
| -------------------------------------------- | --------- | --------------- | --------- | -------------- |
| Linia rzutów za 3 punkty (od środka obręczy) | 6,75 m    | 7,24 m          | 6,25 m    | 6,32 m         |
| Linia rzutów wolnych (od obręczy)            | 4,00 m    | 3,96 m (13 ft)  | 3,96 m    | 3,96 m         |
| Wymiary boiska                               | 28 × 15 m | 28,65 × 15,24 m | 28 × 15 m | 25,6 × 15,24 m |

| FIBA (od 2010)                                               | FIBA (przed 2010)                                                  | NBA                | NCAA         |
| ------------------------------------------------------------ | ------------------------------------------------------------------ | ------------------ | ------------ |
|                                                              |                                                                    |                    |              |
| Boisko zgodne z przepisami FIBA obowiązującymi od 2010 roku. | Boisko zgodne z dawnymi przepisami FIBA, sprzed zmian z roku 2010. | Typowe boisko NBA. | Boisko NCAA. |

## Podział boiska koszykarskiego
Boisko koszykarskie można podzielić z różnych względów. Podstawowe z nich to:
- ze względu na pasy działań
- ze względu na „wysokość”
- ze względu na położenie piłki
- ze względu na liczbę punktów za 1 rzut „z gry”.

### Podział ze względu na pasy działań
Boisko można podzielić ze względu na pasy działań. Wyróżnia się trzy pasy działań: lewy boczny, środkowy i prawy boczny. Podział ten wykorzystują niektórzy trenerzy koszykówki, by nauczyć młodych koszykarzy, że aby podanie było bezpieczne, nie należy podawać przez wszystkie pasy, ale tylko w obrębie dwóch, z jednego do drugiego, dlatego np. chcąc bezpiecznie przerzucić piłkę z pasa lewego bocznego do prawego bocznego, należy skorzystać z pomocy zawodnika znajdującego się w pasie środkowym. Podział ten jest też wykorzystywany dla zobrazowania rozmieszczenia zawodników na boisku. W większości taktyk po dwóch koszykarzy znajduje się na pasach bocznych, a jeden w środku.

### Podział ze względu na „wysokość”

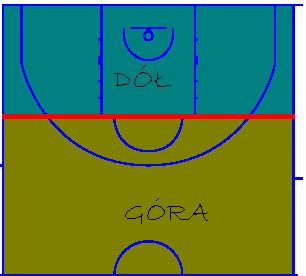
Podział ze względu na „wysokość”

Boisko można podzielić ze względu na tzw. „wysokość”. Wyznacza się „górę” i „dół” boiska, a konkretnie jego jednej połowy, na której toczy się gra. Granicą podziału jest wyimaginowana linia powstająca po przedłużeniu linii rzutów wolnych.
- Góra to obszar od linii połowy boiska do przedłużenia linii rzutów wolnych
- Dół to obszar od przedłużenia linii rzutów wolnych do linii końcowej boiska (aut)

Podział jest wykorzystywany zazwyczaj przez zawodników grających na boisku, podczas informowania się wzajemnie o położeniu, np. biegnij na „górę”, albo podaj na „dół”. Czasem podział wykorzystywany jest do wyznaczenia granicy między obrońcami na górze i na dole, podczas obrony strefowej.

### Podział ze względu na położenie piłki

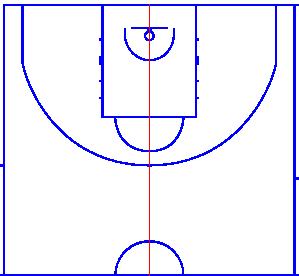
Czerwona kreska wyznacza linię podziału boiska na stronę „mocną” i „słabą” („piłki” i „pomocy”)

Boisko (a konkretnie jego połowę) można podzielić ze względu na położenie piłki. Połowa na której znajduje się piłka to tzw. strona mocna (inaczej strona piłki), natomiast strona bez piłki to strona słaba (inaczej strona pomocy). Podział jest wykorzystywany powszechnie w celu skutecznej pomocy w obronie, w podejmowaniu decyzji przez zawodnika, czy zmienić styl krycia z „otwartego” na „zamknięty” (lub na odwrót) lub w stałych fragmentach gry.

### Ze względu na liczbę punktów za 1 rzut „z gry”
Ta sekcja opisuje zagadnienie koszykarskie zgodne z normami FIBA.
Zasady w ligach NBA, NCAA lub innych mogą różnić się od tutaj przedstawionych.

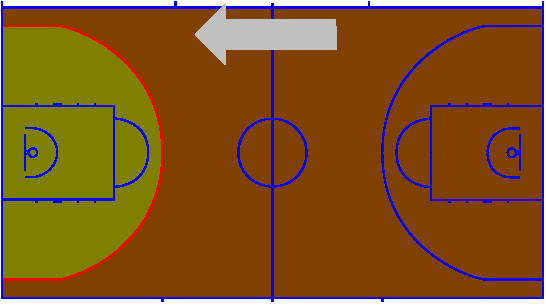
Szara strzałka wyznacza kierunek ataku. Zielone pole wyznacza miejsce, gdzie rzuty warte są 2 punkty, a brązowe – 3 punkty.

„Z gry” można uzyskać 2, lub 3 punkty za 1 celny rzut. Rzut za trzy punkty można wykonać z dowolnej pozycji za linią 6,75.

## Kosz
Ta sekcja opisuje zagadnienie koszykarskie zgodne z normami FIBA.
Zasady w ligach NBA, NCAA lub innych mogą różnić się od tutaj przedstawionych.
Kosz do koszykówki umiejscowiony jest na wysokości 3,05 m. od parkietu. Tablica ma wysokość 1,05 metra i szerokość 1,80 metra. Kosz może być umocowany na stałe, lub ruchomy. Kosz może stać na ziemi, być przymocowany do ściany, lub zwisać z sufitu. Obecnie zazwyczaj stosuje się kosze ruchome. Tablica kosza dawniej była wykonywana z drewna, lub innych materiałów nieprzezroczystych. Obecnie do wytwarzania tablicy zazwyczaj stosuje się przezroczyste i wytrzymałe szkło akrylowe (pleksi).
Kosz własny drużyny – kosz, którego dana drużyna broni podczas meczu.
Kosz przeciwników – kosz, który dana drużyna atakuje podczas meczu.

## Niektóre elementy boiska
- półkole podkoszowe – obszar, w którym w określonych warunkach dozwolone jest szarżowanie
- obszar ograniczony – pole, w którym zawodnik ataku (w NBA i NCAA również obrony) nie może przebywać dłużej niż 3 sekundy, posiada „linię rzutów wolnych”
- linia autu – linie wyznaczające granice boiska, których nie może przekroczyć piłka, ani zawodnik trzymający w danej chwili piłkę
- linia rzutów za 3 punkty – linia wyznaczająca obszar powyżej którego wszystkie rzuty warte są 3 punkty
- koło środkowe – miejsce, w którym na rozpoczęcie 1 kwarty meczu sędzia wykonuje rzut sędziowski
- linia połowy boiska – dzieli boisko na dwie połowy; zawodnik ataku z piłką nie może przekroczyć tej linii wracając na połowę obrony, a wyprowadzając piłkę ma 8 sekund na przekroczenie linii na połowę przeciwnika

- kosz

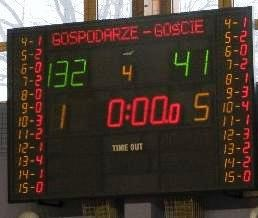
Tablica wyników w koszykówce

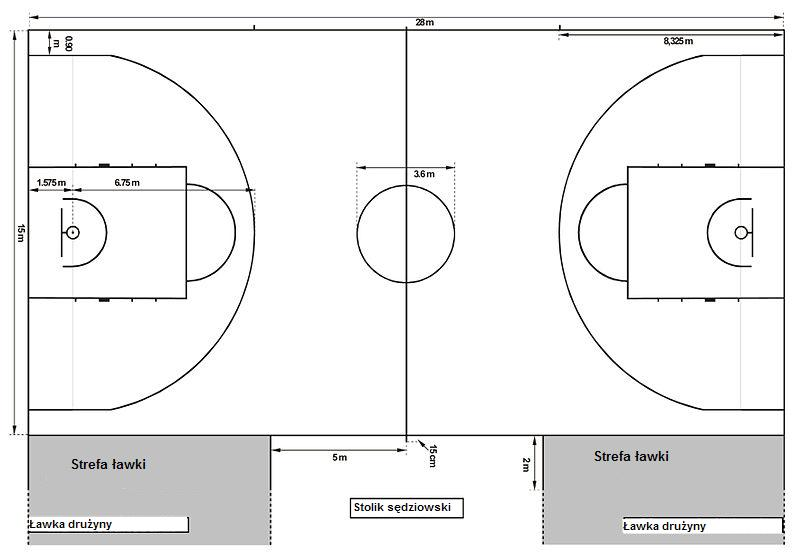
Boisko z zaznaczonymi obszarami ławek i stolika sędziowskiego obok

- tablica wyników – pokazuje aktualny wynik i inne statystyki
- linia rzutów wolnych – linia nad którą staje zawodnik rzucający rzuty wolne, której nie może przekroczyć; jej wyimaginowane przedłużenie wyznacza górę i dół boiska.
- stolik sędziowski – miejsce przy którym siedzą sędziowie stolikowi